# Sideranthus serratum
Sideranthus serratum là một loài thực vật có hoa trong họ Cúc. Loài này được (Greene) Standl. miêu tả khoa học đầu tiên năm 1910.